# Cartier (eiland)
Cartier (Engels: Cartier Island) is een onbewoond zandeiland in de Indische Oceaan tussen Australië en Indonesië. Het eiland behoort tot het Australische externe territorium Ashmore- en Cartiereilanden en is geheel onbegroeid met uitzondering van zeegras dat met laag tij zichtbaar kan worden. Het eiland ligt in het midden van een door een rif omsloten lagune. Rif, lagune en eiland samen hebben een oppervlakte van 44 km², waarvan slechts 0,17 km² voor het eiland zelf.
Cartier werd in 1800 voor het eerst in kaart gebracht en is vernoemd naar het gelijknamige schip waarmee het eiland is ontdekt. In 1909 werd het eiland door het Verenigd Koninkrijk in bezit genomen en in 1931 aan Australië overgedragen.